# Берк
Берк (фр. Berck) насеље је и општина у североисточној Француској у региону Север-Па д Кале, у департману Па де Кале која припада префектури Montreuil.
По подацима из 2011. године у општини је живело 15.171 становника, а густина насељености је износила 1019,56 становника/km². Општина се простире на површини од 14,88 km². Налази се на средњој надморској висини од 9 метара (максималној 30 m, а минималној 0 m).

## Демографија
| 1962.  | 1968.  | 1975.  | 1982.  | 1990.  | 1999.  | 2011.  |
| ------ | ------ | ------ | ------ | ------ | ------ | ------ |
| 12.877 | 13.690 | 14 420 | 14 060 | 14.167 | 14.378 | 15.171 |

График промене броја становника у току последњих година